# Adam Curtis
Pour les articles homonymes, voir Curtis.
Adam Curtis, né le 26 mai 1955, est un documentariste britannique de télévision qui a travaillé comme scénariste, narrateur, producteur et réalisateur.

## Biographie
Adam Curtis étudie les sciences humaines (introduction à la génétique, la psychologie, les sciences politiques, la géographie, et la statistique élémentaire) à l'université d'Oxford.
Il y enseigne les sciences politiques, mais quitte l'université pour se lancer dans une carrière à la télévision.
L'utilisation régulière d'images d'archives est un de ses traits distinctifs.
The Observer écrit que « s'il y a un thème dans le travail de Curtis, c'est le regard sur la façon dont les différentes élites ont essayé d'imposer leur idéologie dans leur époque, et les conséquences tragi-comiques de celles-ci. »
Il travaille à la BBC depuis le début des années 1980.
Un hommage lui est rendu au Forum des images en novembre 2022.

### Prix
- 1993: BAFTA de la meilleure émission basée sur des faits pour Pandora's Box.
- 2000: BAFTA de la meilleure émission basée sur des faits pour The Mayfair Set.
- 2005: Prix de la persistance du regard du Golden Gate au Festival international du film de San Francisco.
- 2005: BAFTA de la meilleure émission basée sur des faits pour The Power of Nightmares.
- 2006: Prix Alan Clarke Award pour contribution remarquable aux récompenses télévisuelles de l'académie britannique.

## Filmographie
- 1984 : Inquiry: The Great British Housing Disaster (Enquête : Le Grand Désastre immobilier britannique).

- 1988 : An Ocean Apart, épisode Hats Off to Mr. Wilson (Séparés par un océan, épisode Chapeau à M. Wilson)

Film concernant le processus d'entrée en guerre des États-Unis lors de la Première Guerre mondiale.
- 1992 : Pandora's Box (La Boite de Pandore)

Une série documentaire qui examine les conséquences du rationalisme politique et technocratique.
BAFTA Award pour la meilleure série de reportage.
- 1995 : The Living Dead (Le Mort-vivant)

Dans cette série, Curtis examine les différentes manières dont l'histoire et la mémoire (tant nationale qu'individuelle) ont été utilisées et manipulées par les politiciens, entre autres.
- 1996 : 25 Million Pounds (25 millions de livres)

Nick Leeson et l'effondrement de la banque Barings.

Prix du meilleur documentaire de science et nature au Festival international du film de San Francisco en 1998.
- 1997 : The Way of All Flesh

L'histoire, qui remonte aux années 50, de la recherche d'un remède contre le cancer, et l'impact d'Henrietta Lacks, la "femme qui ne mourra jamais" car ses cellules n'ont jamais cessé de se reproduire. Golden Gate Award en 1997.
- 1999 : The Mayfair Set

Cette série explore le déclin de la Grande-Bretagne en tant que puissance mondiale, la prolifération du démembrement des actifs dans les années 1970 et la façon dont les capitalistes boucaniers ont contribué à façonner le climat des années Margaret Thatcher, en se concentrant sur le colonel David Stirling, Jim Slater, Sir James Goldsmith et Tiny Rowland. —membres de l'élite londonienne du Clermont Club dans les années 1960. BAFTA Award pour la meilleure série en 2000.
- 2002 : The Century of the Self (Le Siècle du moi) pour BBC 4

Comment les découvertes de Freud sur l'inconscient menèrent au développement des relations publiques par Edward Bernays, son neveu, l'instrumentalisation du désir aux dépens des besoins et la réalisation personnelle comme moyen d'atteindre la croissance économique et le contrôle de la population.
Broadcast Award pour la meilleure série documentaire et récompense Longman/Histoire aujourd'hui du film historique de l'année.
Il a été distribué aux États-Unis par Art house cinema et choisi comme quatrième meilleur film de l'année par Entertainment Weekly.
- 2004 : The Power of Nightmares (Le Pouvoir des cauchemars) pour BBC 2

Le film suggère un parallèle entre la montée de l'islamisme dans le monde arabe et le néo-conservatisme aux États-Unis selon que chacun promeut le mythe de l'ennemi dangereux de façon à encourager les gens à les soutenir,,.
BAFTA Award de la meilleure série de reportage en 2004.
- 2007 : The Trap — What Happened to our Dream of Freedom (Le Piège - Qu'est devenu notre rêve de liberté) pour BBC 2

Une série sur le concept moderne de liberté.
- 2007 : court documentaire pour une section sur les reporters des journaux dans le troisième épisode de la quatrième série du programme de Charlie Brooker's Screenwipe de la BBC 4.

- 2009 : Oh Dearism

Court métrage sur la façon dont les médias dominants simplifient des événements complexes et les présentent comme des « choses terribles et effrayantes qui arrivent n'importe où, oh mon dieu », donnant au public l'impression d'être sans pouvoir pour faire quoi que ce soit dans de tels cas.
Charlie Brooker's Newswipe, troisième épisode de la première série.
- 2009 : It Felt Like A Kiss (On aurait dit un baiser)

- 2011 : All Watched Over by Machines of Loving Grace

Dans cette série, Curtis soutient que les ordinateurs n'ont pas réussi à libérer l'humanité et ont plutôt « déformé et simplifié notre vision du monde qui nous entoure ».
- 2015 : Bitter Lake

- 2016 : HyperNormalisation

- 2021 : Can't Get You Out of My Head: An Emotional History Of The Modern World

- 2022 : Russia 1985–1999: TraumaZone